# ГЕС Кінда
ГЕС Кінда (Kinda, Kinntar) — гідроелектростанція на північному сході М'янми. Використовує ресурс із річки Panlaung Chaung, правої притоки Самон, яка в свою чергу є лівим допливом Myitnge — великої лівої притоки Іраваді (одна з найбільших річок Південно-Східної Азії, що впадає кількома рукавами до Андаманського моря та Бенгальської затоки).
У межах проекту річку перекрили кам'яно-накидною греблею висотою 72 метра, довжиною 625 метрів та шириною по гребеню 10 метрів. На час будівництва воду відвели за допомогою тунелю завдовжки 0,47 км з діаметром 7,5 метра. Гребля утримує витягнуте на 13,3 км водосховище з площею поверхні 28,6 км2 та об'ємом 970 млн м3 (корисний об'єм 764 млн м3), в якому припустиме коливання рівня у операційному режимі між позначками 176 та 207 метрів НРМ.
Через напірний водовід з діаметром 3,2 метра ресурс подається до пригреблевого машинного залу, де встановлено дві турбіни типу Френсіс потужністю по 28 МВт. Вони використовують напір у 56 метрів та забезпечують виробництво 165 млн кВт-год електроенергії на рік.
Видача продукції відбувається по ЛЕП, розрахованій на роботу під напругою 132 кВ.
Накопичення греблею ресурсу також дозволяє організувати зрошення 71 тисячі гектарів земель.